# Robert Whytt
Robert Whytt (Edimburgo, 6 settembre 1714 – 1776) è stato un medico scozzese.
I suoi lavori, oggi ricordati principalmente per il trattato sulle malattie riguardanti il sistema nervoso, erano incentrati sui riflessi inconsci, le meningiti tubercolari, i calcoli alla vescica urinaria e l'isteria.
Fautore di un approccio vitalistico alla medicina, è stato presidente del Royal College of Physicians di Edimburgo.

## Biografia
Secondo figlio di Robert Whytt di Bennochie, avvocato, e Jean, figlia di Antonio Murray di Woodend del Perthshire, nacque a Edimburgo il 6 settembre 1714, sei mesi dopo la morte del padre. Dopo aver conseguito la laurea magistrale presso l'Università di St Andrews nel 1730, tornò a Edimburgo per studiare medicina. Due anni prima, alla morte del fratello maggiore George, aveva ereditato la tenuta di famiglia.
Whytt si dedicò allo studio dell'anatomia, sotto l'assistenza di Monro primus. Trasferitosi a Londra nel 1734, divenne allievo di William Cheselden, accompagnandolo nelle visite ai reparti degli ospedali londinesi. In seguito, frequentò le lezioni di Jacob B. Winslow a Parigi, di Herman Boerhaave e Bernhard Siegfried Albinus a Leida. Conseguì la laurea in medicina a Reims il 2 aprile 1736. Il 3 giugno 1737 gli venne conferito un titolo analogo dall'Università di St Andrews, ed il 21 giugno fu abilitato alla professione dal Royal College of Physicians di Edimburgo. Il 27 novembre 1738 divenne idoneo a ricevere una borsa di studio, e cominciò la pratica di medico.

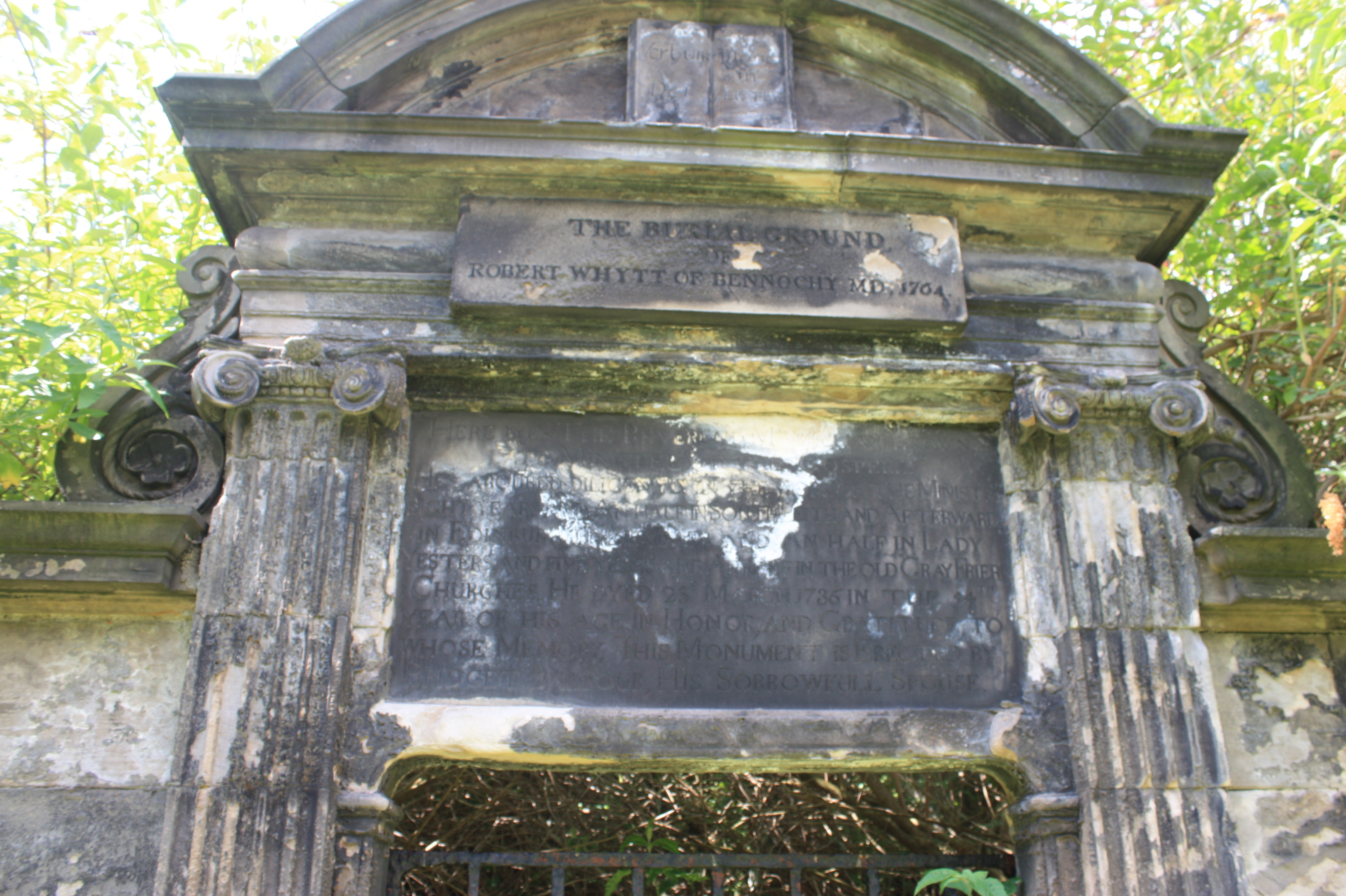
La tomba di Robert Whytt, nel cimitero Greyfriars Kirkyard.

Il 26 agosto 1747, per i meriti nel trattamento dei calcoli renali, da lui risolti grazie a una soluzione saturata di idrossido di calcio, Whytt fu nominato professore di teoria della medicina presso l'Università di Edimburgo. Il 16 aprile 1752 Whytt fu eletto membro (Fellow) della Royal Society di Londra, dove contribuì alle Philosophical Transactions. Nel 1756 tenne lezioni di chimica presso l'Università al posto di John Rutherford (1695-1779). Nel 1761 fu nominato primo medico del re Giorgio III in Scozia — una carica creata appositamente per lui — ed il 1º dicembre 1763 fu eletto presidente del Royal College of Physicians di Edimburgo; ricoprì la presidenza fino alla sua morte a Edimburgo il 15 aprile 1766.
I suoi resti ricevettero un funerale pubblico, e sono stati sepolti in una cripta privata (costruita due anni prima) nella sezione ora sigillata di Greyfriars Kirkyard conosciuta come il Carcere del Covenanter.

## Contributi alla medicina

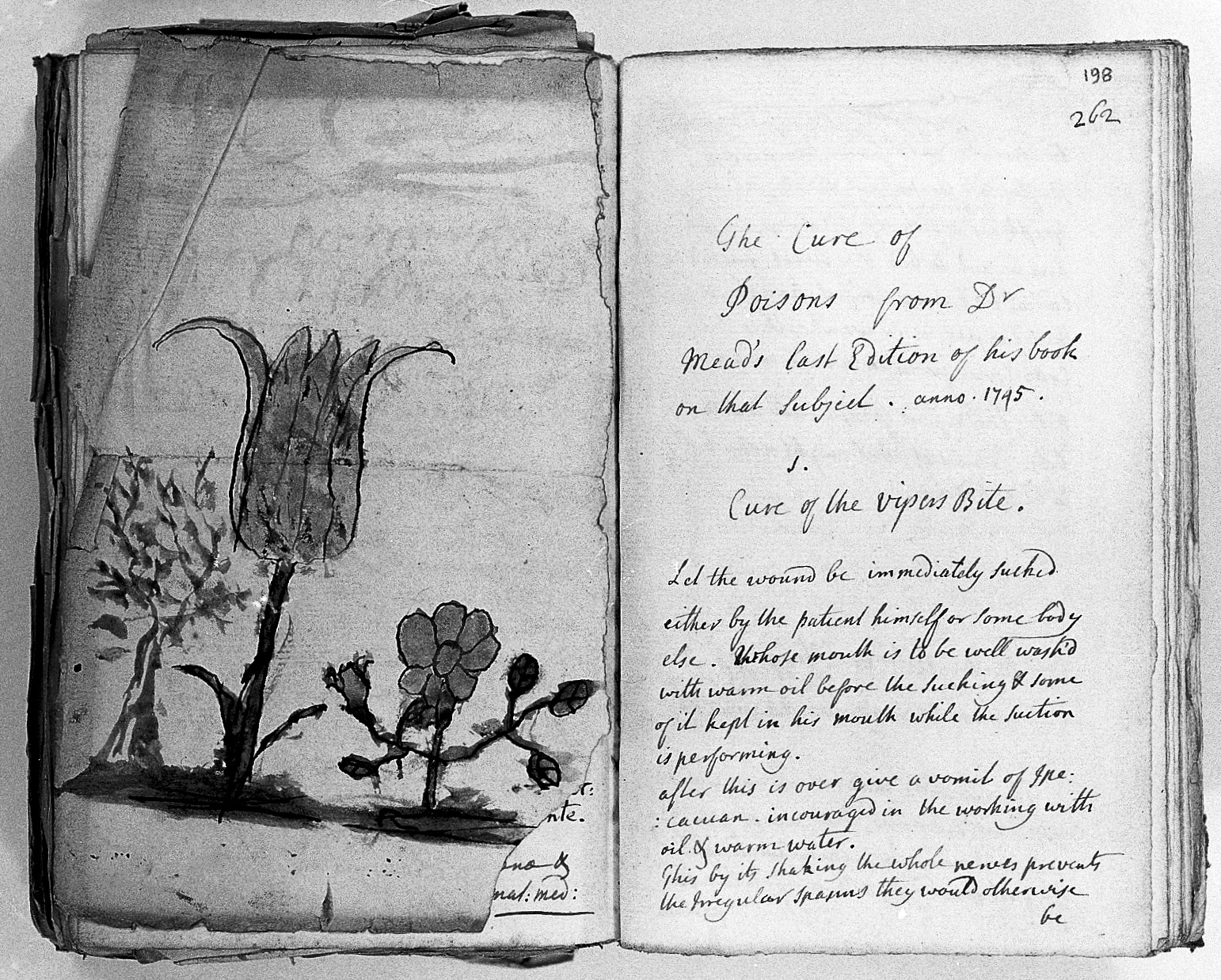
Quaderno manoscritto di Robert Whytt (1744-1762)

Insieme a William Cullen e Alexander Monro, Whytt diede un forte impulso agli studi sulla   neurologia e in particolare sulle connessioni fra sistema nervoso centrale e periferico, basandosi su un metodo induttivo-sperimentale.
Contestò il meccanicismo di Cartesio e l'indirizzo medico della iatromeccanica, sostenuto all'epoca in particolare da Herman Boerhaave e Friedrich Hoffmann, contrapponendo alla nozione cartesiana di organismo-«macchina» quella di essere senziente.
Elaborò così una dottrina vitalistica del movimento animale, riconducendo la genesi dei fenomeni fisiologici alla vita spirituale dell'anima sensitiva anziché a processi esclusivamente materiali.
Riprendendo le osservazioni di Stephen Hales e di John Keill, circa l'insufficienza dell'impulso meccanico impresso dalla sistole cardiaca sul flusso sanguigno per spiegare il movimento del sangue nei capillari, seguì la teoria di Francis Glisson, secondo cui i tessuti posseggono un potere intrinseco di irritabilità proprio dei corpi viventi.
Nucleo centrale delle sue ricerche, pubblicate in Essay on the Vital and other Involuntary Motions of Animals del 1751, è che i movimenti vitali (tra cui il battito cardiaco) ed involontari (come le contrazioni muscolari), sono da attribuire a un potere nervoso il cui "influsso" non opera meccanicamente, come risultava dalla contrazione di animali vivisezionati, non essendovi omogeneità né continuità spaziale fra lo stimolo veicolato e la risposta delle fibre muscolari.
(Robert Whytt, The Works of Robert Whytt, pag. 129, Balfour, 1768)
Distinse nell'anima due facoltà, una sensitiva e l'altra razionale, denominate rispettivamente anima e animus: la prima responsabile della sensazione, la seconda dell'attività di pensiero, ma a differenza di Cartesio non si tratta di funzioni separate come nel dualismo tra res cogitans e res extensa, bensì di due poteri insiti in un unico principio di natura attiva e spirituale, non riducibile alla passività della materia.
La sede della sensitività animica, inoltre, non è da collocare per Whytt in un punto specifico come l'encefalo, fino allora ritenuta la fonte degli spiriti animali, ma doveva trovarsi armonicamente diffusa su varie parti del sistema nervoso centrale come il midollo spinale e il cervello: quest'armonia viene da lui denominata simpatia, riprendendo un termine della medicina ippocratica, basata su una concezione unitaria degli organismi viventi, le cui interazioni interne sono anche un riflesso di quelle ambientali.
L'animismo di Whytt ebbe un forte impatto sulla cultura accademica del tempo, stimolando tra l'altro le riflessioni di Thomas Reid sulla filosofia del senso comune, inerenti allo spiritualismo e all'antropologia cristiana.

## Opere
- On the Virtues of Lime-Water in the Cure of Stone (1743)
- Essay on the Vital and Other Involuntary Motions of Animals (1751)
- Physiological Essays (1755)
- Review of the Controversy Concerning the Sensibility and Moving Power of the Parts of Men and Other Animals (1761)
- Nervous, Hypochondriac or Hysteric Diseases (1764)
- Observations on Dropsy of the Brain (1768)